# Vicente Doménech

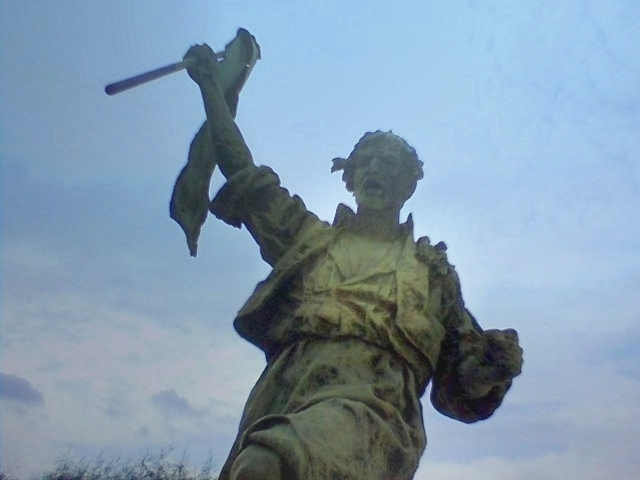
Estatua de El Palleter en Valencia.

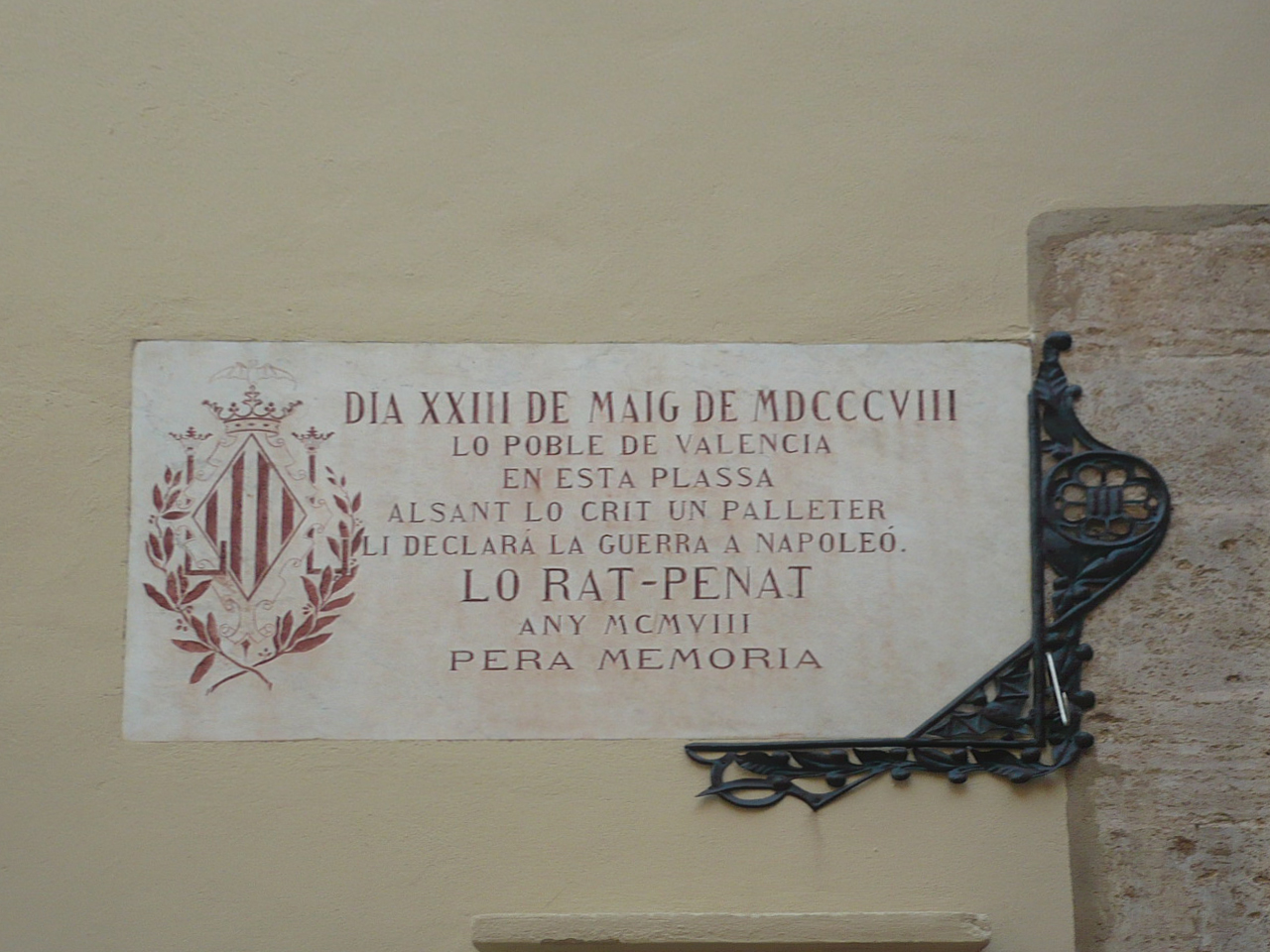
Antigua Plaza de les Panses, en la parte posterior de la Lonja de Valencia.

Vicente Doménech, conocido por el sobrenombre de "El Palleter", fue un personaje popular y destacado en la Guerra de la Independencia Española y que, según la tradición, sería el primero en alzar su grito de revuelta contra los franceses en Valencia.
Doménech fue un huertano nacido en Paiporta en 1783, que a los ocho años se trasladó al pequeño pueblo de Patraix -hoy un barrio de Valencia- con unos familiares. Su indumentaria consistía en un traje de huertano o de "saragüell", con una faja roja en la cintura. Su trabajo consistía en vender pajuelas inflamables (oficio que daría nombre a su apodo).

## Los precedentes
España, invadida por Napoleón. En 1807, Napoleón y Manuel Godoy, ministro del rey Carlos IV de España, firman el tratado de Fontainebleau, mediante el cual se permitía que las tropas francesas pasasen por España para invadir Portugal. Una vez instalado el ejército francés en tierras peninsulares, Godoy fue consciente de que se trataba de una invasión. El 2 de mayo de 1808 se produce una sublevación popular en Madrid y más tarde en otras zonas. En Valencia sería el día 23.

## Valencia y la guerra con los franceses
La invasión napoleónica produjo una guerra en suelo valenciano, con todas las consecuencias demográficas y económicas de los conflictos de este tipo: matanzas, hambres, epidemias, destrucciones, requisas de cosechas e impuestos de los ejércitos combatientes exigidos a los pueblos.

## La Junta Suprema de Gobierno
El 25 de mayo de 1808 se creó la Junta Suprema de Gobierno, organismo creado por todo el Reino de Valencia con atribuciones omnímodas e independientes de toda otra autoridad. A la cabeza se encontraba el Conde de la Conquista y estaba integrada por militares y algunos notables de Valencia.
Tras distintos acontecimientos, el mismo 25 de mayo se saca la Real Señera según la costumbre. A la comitiva se van añadiendo banderas hechas a propósito y se recorre toda la ciudad. En los días siguientes se establecen relaciones diplomáticas con representantes ingleses y se organiza el ejército.

## El 23 de mayo de 1808

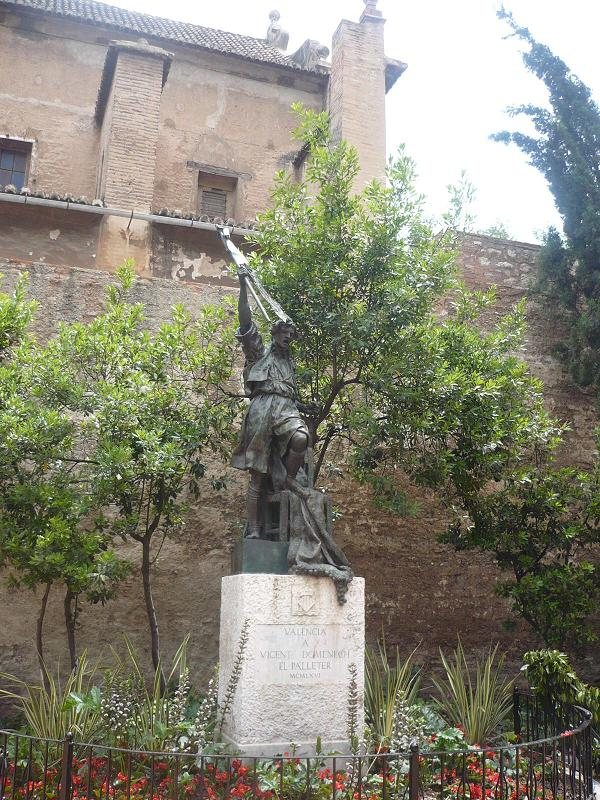
Vicente Domenech en los jardines de Guillem de Castro junto a las Torres de Quart.

En la placeta de les Panses, junto a la iglesia de la Compañía, varias veces a la semana llegaba el correo y la prensa desde Madrid, y allí se reunía la gente para leer en común la gaceta. El ambiente ya estaba tenso, llegando días antes algunos párrocos a invitar en sus sermones al pueblo a defender su tierra frente al francés, como fue el caso del padre Rico en la pedanía de Beniferri. 
Días antes se podían leer pasquines por toda la ciudad con el siguiente texto:

La valenciana arrogancia

Siempre ha tenido por punto

No olvidarse de Sagunto

Y acordarse de Numancia.

Franceses idos a Francia,

dexadnos en nuestra ley,

que en tocando a Dios y al Rey,

a nuestras casas y hogares,

todos somos militares,

y formamos una grey.

El día 23, la multitud se congregaba en la citada plaza. Al llegar la prensa se comenzó a leer en voz alta, y tras saberse que el rey había abdicado en favor del francés, todos los presentes callaron, durante unos minutos nadie decía una palabra. Al poco, alguien gritó "VIVA FERNANDO VII". Al momento cundió un gran alboroto y la muchedumbre comenzó a recorrer las calles gritando el nombre de Fernando VII.
Por las calles un enorme vocerío proclamaba, "Viva Fernando VII, muera Napoleón". La situación llevó al Capitán General a llamar a la casa de la Audiencia (hoy Palacio de la Generalitat) a algunos notables de la ciudad y allí convocar Acuerdo.
El gentío se acumulaba en la puerta y, al ver que las autoridades no parecían dispuestas a declarar la guerra, la muchedumbre envió un representante. El elegido fue el franciscano padre Rico. Al Acuerdo se le exigió que reclutara a filas a los hombres de 16 a 40 años, sacar la Real Señera (declaración de guerra), quemar el papel sellado por Murat y firmar en nombre del legítimo rey, Fernando VII.
Mientras dentro se mostraban indecisos, "El Palleter", fuera entre la multitud, se desenrolla la faja encarnada que llevaba ceñida, la trocea y reparte entre sus compañeros, y guardando el trozo más grande para sí mismo, lo pone en la punta de una caña; a ambos lados pone una estampa, por uno la "Mare de Déu dels Desamparats" (La Virgen de los Desamparados) que él mismo tenía y por la otra, la de Fernando VII que había cogido en el comercio de un tal Beneyto. 
Enarbola Vicente Domenech su "bandera" entre aclamaciones de todo tipo que no cesaban a su alrededor, se dirige Vicente hacia la Plaza del Mercado. Llegan a la casa donde se vende papel sellado y Vicente pide que se lo entreguen todo, y tomando un pliego, sube sobre una silla, lo rompe ante una multitud y dice a gritos:

UN POBRE PALLETER LI DECLARA LA GUERRA Á NAPOLEÓN: VIVA FERNANDO VII, Y MUIGUEN ELS TRAÏDORS

Sus compañeros hacen añicos todo el papel sellado, lo arrojan al suelo y lo pisotean con desprecio, borrando de este modo la nota mandada poner por el Consejo de Castilla, que decía:” Valga para el gobierno del Lugar-Teniente General del Reyno”. 
Tras el levantamiento del pueblo valenciano, simbolizado en El Palleter, contra la orden dada por el gobierno de Madrid de reconocer por rey de España a José Bonaparte, y forzado por la iniciativa popular, tras varios intentos de emitir un comunicado que no molestara a los franceses, el Acuerdo declaró de facto la guerra a Napoleón el mismo 23 de mayo de 1808 y proclamó en bando rey de España e Indias a Fernando VII, así como el alistamiento.
La ciudad de Valencia fue de las últimas en caer en manos francesas, en el tercer asedio, resistiendo hasta casi el final de la guerra y rechazando al ejército francés en las dos previas. 

Todo lo resume un soldado francés, Pierre Doubon, en carta a un hermano: «Hemos atacado Valencia y cuando nosotros esperábamos mollesse nos hemos encontrado una resistencia sin igual. No hay en el mundo villa fuerte, castillo sin fortaleza que haya defensa más activa ni más opiniatre (obstinada). Los valencianos se han defendido con honor y se han batido con una heroicidad sin par. Un establo es mi tumba...»

Vicente Domenech según algunas fuentes, fue ajusticiado antes de terminar la guerra.

## La guerrilla contra el francés
En Valencia, como en el resto del territorio peninsular, se estableció una forma eficaz de luchar contra el ejército francés. Consistía en rápidos ataques por sorpresa de partidas formadas por gentes del pueblo sin formación militar. Actuaron con contundencia y representaron una perpetua preocupación para los franceses, constantemente asaltados en sus retaguardias y en sus convoyes de aprovisionamiento. La compleja orografía del interior de las provincias valencianas sirvió de apoyo para sus acciones. Los principales y más activos enclaves de los guerrilleros valencianos se encontraban en Jávea, Valle de Albaida, Bocairente y Cofrentes.